# Deutsche Gesellschaft für Trans*- und Inter*geschlechtlichkeit
Die Deutsche Gesellschaft für Trans*- und Inter*geschlechtlichkeit e. V. (dgti) ist ein gemeinnütziger Verein, der sich für die Belange von transidenten, transgeschlechtlichen, intergeschlechtlichen und nicht-binären Personen einsetzt und ihnen Unterstützung auf verschiedenen Ebenen bietet. Zu ihren Aufgaben gehören die Entwicklung von Informationsmaterialien und Unterstützungsangeboten, die Lobbyarbeit für gesetzliche Verbesserungen, für ein selbstbestimmtes Leben und die Förderung von Forschung und Wissenschaft zum Thema.
Dazu gehört beispielsweise die Förderung von Akzeptanz und Inklusion in der Gesellschaft. Die dgti arbeitet eng mit verschiedenen Institutionen und Organisationen zusammen und ist Mitglied in verschiedenen nationalen und internationalen Netzwerken und Verbänden. Sie bietet ihren Mitgliedern und Interessierten zahlreiche Veranstaltungen und Angebote wie Informationsveranstaltungen, Seminare und Beratungen. Sie setzt sich außerdem gegen transfeindliche Darstellungen und Berichterstattung in Medien ein.

## Geschichte
Der Verein wurde 1998 in Köln gegründet. Bei der Namensgebung der dgti spielte der Begriff Transidentität in Abgrenzung zum Begriff Transsexualität eine wichtige Rolle. Die dgti übernahm den Begriff vom Verein Transidentitas e. V. Die Gründer sahen den Begriff Transsexualität kritisch, da er durch die ICD-10 als pathologisierend definiert wurde und der Verein die Transgeschlechtlichkeit nicht als Krankheit, sondern als Normvariante der Natur sahen. Zudem sahen sie den Begriff sprachlich falsch in die Gruppe der sexuellen Orientierungen eingeordnet, obwohl es sich um ein Problem der geschlechtlichen Identität handelt. Um den veralteten Begriff Intersexualität zu vermeiden, verkündete der Verein am 12. Mai 2024 einen Namenswechsel von „Deutsche Gesellschaft für Transidentität und Intersexualität“ zu „Deutsche Gesellschaft für Trans*- und Inter*geschlechtlichkeit.“

## Ergänzungsausweis

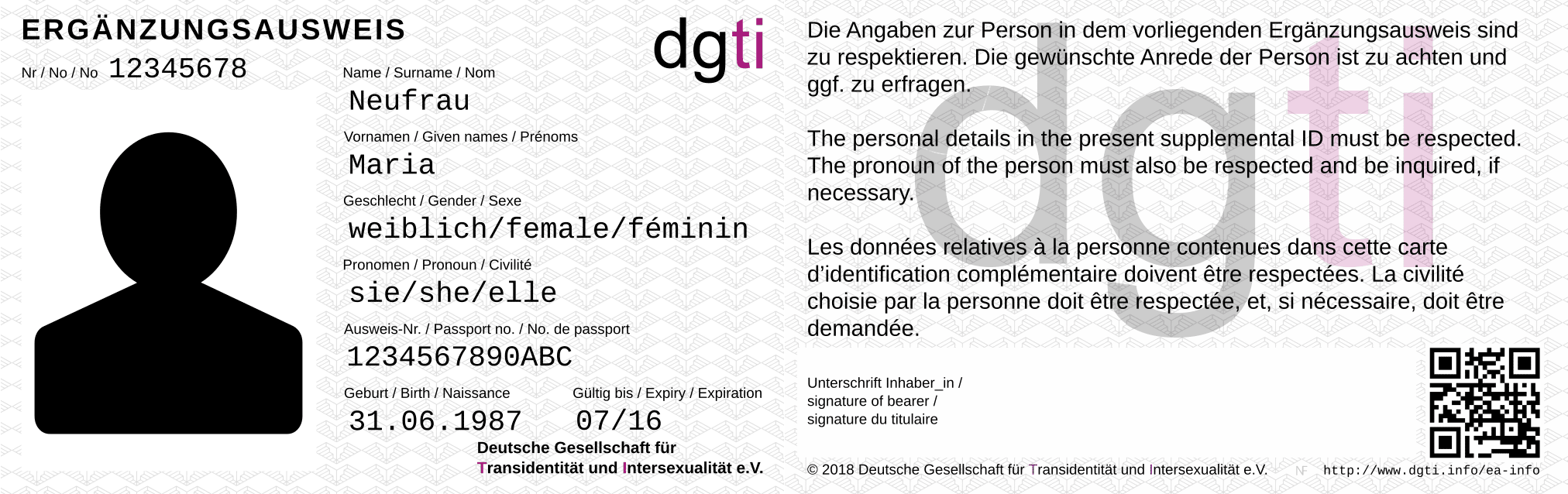
Vorder- und Rückseite des Ergänzungsausweis der dgti (Fassung von 2018)

Das am meisten in Anspruch genommene Angebot ist der kostenpflichtige „dgti-Ergänzungsausweis“, ein standardisiertes, vom Bundesministerium des Innern und für Heimat als nützlich akzeptiertes privates Dokument. Es handelt sich nicht um ein amtliches Ausweisdokument, sondern soll amtliche Ausweise ergänzen, weil dort häufig Eintragungen bestehen (z. B. Geschlecht, Vorname), die mit dem gelebten Geschlecht des Betroffenen nicht übereinstimmen. Es soll daher Amtsträger informieren, Missverständnissen vorbeugen und Verständnis fördern. Ein entsprechender Ausweis wurde bereits 1989 vom Bundestag empfohlen. Er wurde von der Deutschen Gesellschaft für Trans*- und Inter*geschlechtlichkeit entwickelt, um transidenten, intergeschlechtlichen und nicht-binären Personen ein Dokument zur Verfügung zu stellen, das ihre selbstgewählte Identität dokumentiert und ihnen erleichtert, ihre persönlichen Daten anzuzeigen, ein berechtigtes Interesse gemäß § 81d Abs. 1 StPO geltend zu machen und mit dem gewünschten Namen und den gewünschten Pronomen angesprochen zu werden oder entsprechende Toilettenräumlichkeiten zu benutzen, ohne dies verbal aussprechen zu müssen, wobei dieses Dokument keine Bedingung für die Geltendmachung eines berechtigten Interesse ist.
Der Ausweis enthält alle selbstgewählten personenbezogenen Daten des Inhabers, einschließlich Vornamen, Pronomen und Geschlecht. Zusätzlich enthält er ein aktuelles Passfoto des Inhabers und eine Ausweisnummer eines amtlichen Personaldokuments. Der Ausweis ist unter anderem bei sämtlichen deutschen Innenministerien, bei der Polizei, vielen Behörden, Banken, Universitäten und Versicherungen bekannt und akzeptiert. In fünf Bundesländern wurden Hinweise auf den Ausweis in Corona-Verordnungen und dazugehörige Erläuterungen aufgenommen, um ihn als Ausweisdokument z. B. zusammen mit Impfnachweisen anzuerkennen. Der von der dgti herausgegebene Ergänzungsausweis wird in der Bundesdruckerei hergestellt.
Der dgti-Ergänzungsausweis ist nur in Kombination mit einem amtlichen Personaldokument wie dem Personalausweis „gültig“ und läuft zeitgleich mit Ablauf mit dem mit ihm bezogenen amtlichen Personaldokument ab und muss bei Bedarf neu beantragt werden.

## Beratungs- und Fortbildungsangebot

### Beratungsangebot der dgti
| Bundesland             | Zahl |
| ---------------------- | ---- |
| Baden-Württemberg      | 6    |
| Bayern                 | 7    |
| Berlin                 | 3    |
| Brandenburg            | 1    |
| Bremen                 | 0    |
| Hamburg                | 3    |
| Hessen                 | 6    |
| Mecklenburg-Vorpommern | 0    |
| Niedersachsen          | 5    |
| Nordrhein-Westfalen    | 5    |
| Rheinland-Pfalz        | 12   |
| Saarland               | 0    |
| Sachsen                | 1    |
| Sachsen-Anhalt         | 1    |
| Schleswig-Holstein     | 2    |
| Thüringen              | 1    |

Die dgti betreibt bundesweit Beratungsstellen. Auch Eltern intergeschlechtlicher Kinder werden beraten. Die Beratungsstellen bieten ihre Dienste in Form von Einzel- und Gruppengesprächen persönlich, telefonisch oder online und ggf. auch anonym an.
Es wird eine Vielzahl von Themen und Schwerpunkten angeboten, wie beispielsweise Unterstützung bei der hormonellen und chirurgischen Geschlechtsanpassung, Beratung im Hinblick auf die rechtlichen Rahmenbedingungen für die Namens- und Geschlechtsanpassung, Unterstützung bei der Bewältigung von psychischen Belastungen und Hilfe bei der Integration in Schule, Ausbildung und Beruf. Die dgti bemüht sich um die Einrichtung weiterer Beratungsstellen.

### Fortbildungsangebot der dgti
Ebenfalls bietet der Verein Fortbildungen und Schulungen für Fachkräfte aus verschiedenen Bereichen, wie beispielsweise der Sozialarbeit, der Gesundheitsversorgung, der Psychotherapie, der Pädagogik und der Rechtsberatung und Unternehmen an. Ein Zertifizierungsprogramm in Zusammenarbeit mit dem Trans-Kinder-Netz e. V. soll einen einheitlichen Standard in der medizinischen Arbeit von Gesundheitspersonal in medizinischen Einrichtungen erreichen, der über etablierte Behandlungsrichtlinien und die gesetzlichen Vorgaben hinaus die Erfahrungen von transidenten, intergeschlechtlichen und nicht-binären Patienten berücksichtigt. Durch das Zertifizierungsprogramm sollen Fachkräfte in die Lage versetzt werden, die Bedürfnisse und Erfahrungen von solchen Patienten besser zu verstehen und in ihre Arbeit einzubeziehen.
Stand 16. März 2023 sind drei Einrichtungen von der dgti zertifiziert, u. a. das Clementine Kinderhospital in Frankfurt am Main.